# كالوم ويلسون
كالوم إدي غراهام ويلسون (بالإنجليزية: Callum Eddie Graham Wilson) (مواليد 27 فبراير 1992) هو لاعب كرة قدم إنجليزي محترف يلعب في مركز الهجوم مع نادي نيوكاسل الإنجليزي ومنتخب إنجلترا لكرة القدم.

## مسيرته الكروية

### كوفنتري سيتي
انضم ويلسون إلى أكاديمية كوفنتري سيتي في سن الـ 16 بعد أن تم رفضه من أكاديمية أستون فيلا وقع عقده الأول مع النادي في عام 2010 وظهر لأول مرة في الدوري في 12 أغسطس 2010 ضد ليستر سيتي. في موسم 2013-2014، كان ويلسون هداف الفريق بـ 22 هدفًا في 41 مباراة في الدوري الإنجليزي الدرجة الأولى.

#### كيتيرينغ تاون (إعارة)
في ديسمبر 2010، انتقل ويلسون إلى كيتيرينغ تاون على سبيل الإعارة لمدة شهر. سجل هدفه الوحيد مع النادي في مباراة الفوز 2-1 على هايس أند ييدينغ يونايتد في 1 يناير 2011. عاد إلى كوفنتري بعد خوض 17 مباراة مع كيتيرينغ.

#### تامورث (إعارة)
في يناير 2012، انتقل ويلسون إلى تامورث على سبيل الإعارة لمدة شهر. لم يسجل أي هدف مع النادي وشارك في ثلاث مباريات فقط قبل أن يتعرض لإصابة في الكاحل أنهت إعارته مبكرًا.

### بورنموث
في 4 يوليو 2014، وقع ويلسون مع بورنموث بدون الإعلان عن قيمة الصفقة، ويعتقد أنه كان في حدود 3 ملايين جنيه إسترليني، بعد أن أمضى خمس سنوات في كوفنتري سيتي. سجل هدفين في أول مشاركة له مع النادي، في مباراة الفوز 4–0 على هدرسفيلد تاون.

## مسيرته الدولية
في 6 نوفمبر 2014، تم استدعاء ويلسون إلى منتخب إنجلترا تحت 21 سنة للمرة الأولى ضد البرتغال وفرنسا. شارك بمباراته الوحيدة في 17 نوفمبر ضد فرنسا، حيث دخل كبديل في الدقيقة 65 من مباراة الهزيمة 3–2 خارج أرضه. وهو مؤهل لتمثيل منتخب جمهورية أيرلندا.
استدعي ويلسون إلى تشكيلة المنتخب الإنجليزي الأول لأول مرة في نوفمبر 2018 لمباراة ودية ضد الولايات المتحدة ومباراة في دوري الأمم الأوروبية 2018–19 ضد كرواتيا. شارك لأول مرة كأساسي في 15 نوفمبر ضد الولايات المتحدة على ملعب ويمبلي، وسجل هدف في الدقيقة 77 من مباراة الفوز 3–0. وبذلك أصبح أول لاعب من نادي بورنموث يسجل لمنتخب إنجلترا.

## الإحصائيات
آخر تحديث 4 ديسمبر 2018.
| النادي                | الموسم   | الدوري                         | الدوري | الدوري  | كأس الاتحاد | كأس الاتحاد | كأس الرابطة | كأس الرابطة | أخرى   | أخرى    | المجموع | المجموع |
| النادي                | الموسم   | الدرجة                         | الظهور | الأهداف | الظهور      | الأهداف     | الظهور      | الأهداف     | الظهور | الأهداف | الظهور  | الأهداف |
| --------------------- | -------- | ------------------------------ | ------ | ------- | ----------- | ----------- | ----------- | ----------- | ------ | ------- | ------- | ------- |
| كوفنتري سيتي          | 2009–10  | دوري البطولة الإنجليزية        | 0      | 0       | 0           | 0           | 1           | 0           | —      | —       | 1       | 0       |
| كوفنتري سيتي          | 2010–11  | دوري البطولة الإنجليزية        | 1      | 0       | 0           | 0           | 0           | 0           | —      | —       | 1       | 0       |
| كوفنتري سيتي          | 2011–12  | دوري البطولة الإنجليزية        | 0      | 0       | —           | —           | 0           | 0           | —      | —       | 0       | 0       |
| كوفنتري سيتي          | 2012–13  | الدوري الإنجليزي الدرجة الأولى | 11     | 1       | 0           | 0           | 0           | 0           | 1      | 0       | 12      | 1       |
| كوفنتري سيتي          | 2013–14  | الدوري الإنجليزي الدرجة الأولى | 37     | 21      | 2           | 1           | 1           | 0           | 1      | 0       | 41      | 22      |
| كوفنتري سيتي          | المجموع  | المجموع                        | 49     | 22      | 2           | 1           | 2           | 0           | 2      | 0       | 55      | 23      |
| كيتيرينغ تاون (إعارة) | 2010–11  | الرابطة الوطنية                | 17     | 1       | —           | —           | —           | —           | —      | —       | 17      | 1       |
| تامورث (إعارة)        | 2011–12  | الرابطة الوطنية                | 3      | 1       | 0           | 0           | —           | —           | —      | —       | 3       | 1       |
| بورنموث               | 2014–15  | دوري البطولة الإنجليزية        | 45     | 20      | 1           | 1           | 4           | 2           | —      | —       | 50      | 23      |
| بورنموث               | 2015–16  | الدوري الإنجليزي الممتاز       | 13     | 5       | 0           | 0           | 0           | 0           | —      | —       | 13      | 5       |
| بورنموث               | 2016–17  | الدوري الإنجليزي الممتاز       | 20     | 6       | 1           | 0           | 0           | 0           | —      | —       | 21      | 6       |
| بورنموث               | 2017–18  | الدوري الإنجليزي الممتاز       | 28     | 8       | 1           | 0           | 2           | 1           | —      | —       | 31      | 9       |
| بورنموث               | 2018–19  | الدوري الإنجليزي الممتاز       | 15     | 8       | 0           | 0           | 2           | 1           | —      | —       | 17      | 9       |
| بورنموث               | المجموع  | المجموع                        | 121    | 47      | 3           | 1           | 8           | 4           | —      | —       | 132     | 52      |
| الإجمالي              | الإجمالي | الإجمالي                       | 190    | 71      | 5           | 2           | 10          | 4           | 2      | 0       | 207     | 77      |

### المنتخب
آخر تحديث 15 نوفمبر 2018.
| المنتخب الوطني | العام   | الظهور | الأهداف |
| -------------- | ------- | ------ | ------- |
| إنجلترا        | 2018    | 1      | 1       |
| المجموع        | المجموع | 1      | 1       |

### الأهداف الدولية
اعتباراً من 15 نوفمبر 2018.
قائمة الأهداف والنتائج مع منتخب إنجلترا الأول.
| # | التاريخ        | المكان                     | م. | الخصم            | الهدف | النتيجة | المسابقة | م.     |
| - | -------------- | -------------------------- | -- | ---------------- | ----- | ------- | -------- | ------ |
| 1 | 15 نوفمبر 2018 | ملعب ويمبلي، لندن، إنجلترا | 1  | الولايات المتحدة | 3–0   | 3–0     | ودية     | [ 12 ] |

## الإنجازات

### النادي
بورنموث
- دوري البطولة الإنجليزية (1): 2014–15

### الفردية
- بطولة الدوري لكرة القدم لاعب الشهر (1): أكتوبر 2014.[26]

## وصلات خارجية
- كالوم ويلسون على موقع الاتحاد الأوربي (الإنجليزية)
- كالوم ويلسون على موقع إي إس بي إن إف سي (الإنجليزية)
- كالوم ويلسون على موقع قاعدة بيانات كرة القدم.إي يو (الإنجليزية)
- كالوم ويلسون على موقع ليكيب (الفرنسية)
- كالوم ويلسون على موقع ناشيونال فوتبول تيمز (الإنجليزية)
- كالوم ويلسون على موقع Soccerbase.com (لاعب) (الإنجليزية)
- كالوم ويلسون على موقع Soccerway.com (الإنجليزية)
- كالوم ويلسون على موقع عالم كرة القدم.نت (الإنجليزية)